# Richard P. Brent
Pour les articles homonymes, voir Brent.
Richard Peirce Brent, né en 1946 à Melbourne, est un mathématicien et informaticien australien. Il est professeur émérite à l'Université nationale australienne et professeur associé à l'Université de Newcastle (Australie). De mars 2005 à mars 2010, il était Federation Fellow à l'université nationale australienne.

## Biographie
Brent étudie à l'Université Monash avec une licence en mathématiques en 1968 et à l'Université Stanford (master en informatique en 1970) ; il fait des recherches sous la direction de George Forsythe et Gene Golub et obtient  en 1971 un Ph. D.  en mathématiques numériques (« Algorithms for Finding Zeros and Extrema of Functions without Calculating Derivatives »). Il a également obtenu une maîtrise à l'Université d'Oxford en 1998 et un doctorat (D. Sc.) en informatique à l'Université Monash en 1981. En tant que chercheur post-doctoral, il travaille en 1971/72 à IBM à Yorktown Heights. De 1972 à 1976, il est chercheur au Centre informatique de l'Université nationale australienne (ANU). Il est professeur d'informatique à l'Université nationale australienne à partir de 1978 et chef du laboratoire d'informatique à partir de 1985. De 1998 à 2005, il est professeur d'informatique à l'université d'Oxford et membre du St. Hugh's College. Depuis 2005, il est membre du Conseil australien de la recherche (ARC) du ARC Centre of Excellence for Mathematics and Statistics of Complex Systems à l'ANU.
Brent a été professeur invité à l'université de Stanford, université Carnegie-Mellon et université de Californie à Berkeley dans les années 1970 et à Harvard en 1997.

## Recherche
Les domaines de recherche de Richard Brent sont la théorie des nombres, notamment la factorisation de nombres entiers, les générateurs de nombres aléatoires, l'architecture matérielle des ordinateurs et l'analyse d'algorithmes.
En 1973, il a publié un algorithme de recherche d'un zéro d'une fonction qui est maintenant connu sous le nom de méthode de Brent.
En 1975, lui et Eugene Salamin ont conçu indépendamment ce qui est appelé la formule de Brent-Salamin, qui donne un algorithme utilisé dans le calcul de beaucoup de décimales de {\displaystyle \pi }. À la même époque, il a montré que toute fonction élémentaire (comme {\displaystyle \log(x),\sin(x)} etc.) peut être évaluée avec aussi grande précision que {\displaystyle \pi } (à un petit facteur constant près) en utilisant la moyenne arithmético-géométrique de Gauss.
En 1979, il a montré que les 75 premiers millions de zéros complexes de la fonction zêta de Riemann sont situés sur la droite critique, ce qui donne une preuve expérimentale supplémentaire de plausibilité de l'hypothèse de Riemann.
En 1980, lui et le lauréat du prix Nobel Edwin McMillan ont élaboré un nouvel algorithme pour le calcul en haute précision de la constante d'Euler-Mascheroni {\displaystyle \gamma } en utilisant les fonctions de Bessel, et a montré que la constante {\displaystyle \gamma } ne peut être un nombre rationnel {\displaystyle p/q} pour deux entier {\displaystyle p} et {\displaystyle q} à moins que {\displaystyle q} soit extrêmement grand (supérieur à {\displaystyle 10^{15000}}).
En 1980, lui et John M. Pollard ont factorisé le huitième nombre de Fermat utilisant une variante de l'algorithme rho de Pollard. Il a ensuite factorisé les dixième et onzième nombres de Fermat, en utilisant l'algorithme de factorisation de Lenstra par les courbes elliptiques.
En 2002, Brent, Samuli Larvala et Paul Zimmermann ont découvert un très grand trinôme primitif sur GF (2), à savoir:
{\displaystyle x^{6972593}+x^{3037958}+1}.
Le degré 6972593 est l'exposant d'un nombre de Mersenne premier.
En 2009 et 2016, Brent et Paul Zimmermann ont découvert des trinômes primitifs encore plus grands, parmi lesquels :
{\displaystyle x^{43112609}+x^{3569337}+1.}
Le degré 43112609 est à nouveau l'exposant d'un nombre premier de Mersenne. Les trinômes de degré le plus élevé trouvés sont trois trinômes de degré 74207281, également un exposant d'un nombre premier de Mersenne.
En 2011, Brent et Paul Zimmermann ont publié Modern Computer Arithmetic (Cambridge University Press), un livre sur les algorithmes pour effectuer l'arithmétique et leur mise en œuvre sur les ordinateurs modernes.

## Honneurs et distinctions
Brent est Fellow de l'ACM, de l'IEEE, de la SIAM et de l'Académie des sciences australienne. Il est membre de la British Computer Society.
En 2005, il a reçu la médaille Hannan de l'Académie des sciences australienne. En 2014, il a reçu la médaille Moyal de l'Université Macquarie.